# Бари, Андреа
Андреа Бари (итал. Andrea Bari; род. 5 марта 1980) ― итальянский волейболист, игрок итальянской мужской сборной в 2010―2013 годах и итальянского клуба ПРС Равенна, бронзовый призёр Олимпийских игр в Лондоне 2012, серебряный призёр Чемпионата Европы 2011, трёхкратный чемпион Италии. Является многократным победителем Лиги чемпионов и Чемпионата мира по волейболу среди клубных команд (на момент проведения этих соревнований играл за клуб Трентино).

## Карьера

### Сборная Италии
В 2011 году игроки сборной Италии, включая Бари, завоевали серебряные медали Чемпионата Европы 2011 после проигранного матча с командой Сербии. Бари получил индивидуальную награду «Лучший либеро». В следующем году итальянская команда выиграла бронзу на Олимпиаде в Лондоне 2012, уступив сборной Болгарии.

## Спортивные достижения

### Лига чемпионов ЕКВ
- 2008/2009 ― в составе клуба Трентино
- 2009/2010 ― в составе клуба Трентино
- 2010/2011 ― в составе клуба Трентино
- 2011/2012 ― в составе клуба Трентино

### Чемпионат мира по волейболу среди клубных команд
- Катар 2009 ― в составе клуба Трентино
- Катар 2010 ― в составе клуба Трентино
- Катар 2011 ― в составе клуба Трентино

### Национальный чемпионат
- 2007/2008  итальянский Чемпионат ― в составе клуба Трентино
- 2008/2009  Итальянский Чемпионат ― в составе клуба Трентино
- 2009/2010  Кубок итальянской Серии А ― в составе клуба Трентино
- 2009/2010  Итальянский Чемпионат ― в составе клуба Трентино
- 2010/2011  Итальянский Чемпионат ― в составе клуба Трентино
- 2011/2012  Кубок итальянской Серии А ― в составе клуба Трентино
- 2011/2012  Итальянский Чемпионат ― в составе клуба Трентино
- 2012/2013  итальянского чемпионата ― в составе клуба Трентино

### Сборная
- 2011  Чемпионат Европы по волейболу среди мужчин 2011
- 2012  Олимпийские игры

### Индивидуальные
- 2010 Лига Чемпионов ЕКВ ― лучший либеро
- 2011 Лига Чемпионов ЕКВ ― лучший либеро
- 2011 Чемпионат Европы ― лучший либеро